# Снус

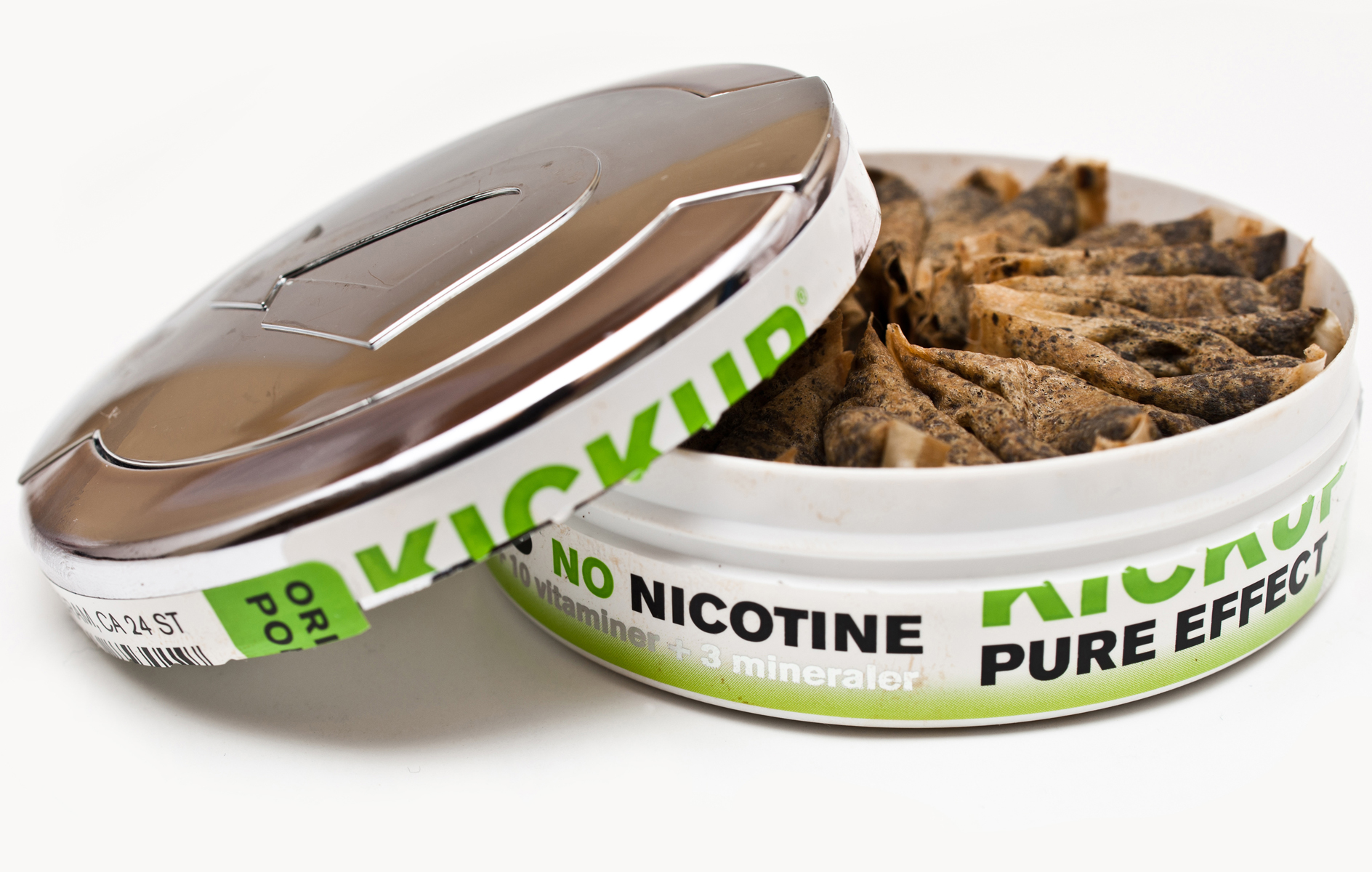
Порціонований Снус

Снус (іноді вживається як Снюс) — (один із видів бездимного тютюну) продукт, виготовлений із зволоженого або висушеного в спеціальних умовах тонко подрібненого тютюну, обробленого розчином солі і соди, а потім ферментованого або пастеризованого в теплових процесах, з наступним додаванням ароматичних і смакових домішок з огляду на побажання виробника. На відміну від жувального тютюну вживається шляхом його розміщення між яснами та верхньою губою. Продукт пропонує задоволення від тютюну без супутнього диму. Таким чином людина отримує певну дозу нікотину без диму.
Снус є популярним у скандинавських країнах, особливо у Швеції. Доступний у продажу без пакування або в мішечках. У 2003 році в Норвегії було продано 15 млн упаковок снусу, а в Швеції щорічно продається 190 млн.

## Ризики для здоров'я
На відміну від інших бездимних тютюнових виробів, шведський снус виготовляється із застосуванням технологій, що дають змогу знизити рівень притаманних тютюну нітрозамінів, важких металів й інших потенційно шкідливих компонентів.

## Види снусу
Снус по виду упаковки буває двох видів: порційний — запакований в пакетики на зразок чайних (від 0,3 до 2 грамів) — і розсипний. У Швеції 59 % воліють вживати снус порційний, 38 % — розсипний, інші використовують і той і інший.

### Порційний снус
Порційний вважається більш зручним для новачків. Він, як правило, продається в пластикових контейнерах з невеликим відділенням на верхній кришці для використаних пакетиків. Порційний снус з'явився на ринку в 1970-х роках.[джерело?]
Порційний снус різниться за розмірами порції. «Міні» — 0,4 г, «великий (звичайний)» — 0,8-1 г, «максі» — 1,5-2 г. Зазвичай порційний снус більш дрібного фасування містить менше води.[джерело?]
Більшість чоловіків, що вживають порційний снус, вважають за краще стандартні порції по 1 г, серед жінок популярність міні-порцій вище.[джерело?]
Порційний снус різниться за кольором пакетика. Основні — коричневий (забарвлюється тютюном при додатковому обприскуванні водою на останньому етапі виробництва) і білий. Більшість чоловіків вважають за краще коричневий колір, більшість жінок — білий.

### Розсипний снус
Розсипний снус продається в коробках з щільного вощеною картону з пластиковою кришкою. Він зручний тим, що можна взяти будь-яку порцію снусу і не залежати від фабричного фасування. Зазвичай він вживається порціями по 1-2 грами. Для введення під губу з розсипного снусу пальцями формують грудку, для цієї мети існує і спеціальне пристосування (дозатор).[джерело?]

### Ароматизований снус
Значна частина снуса випускається без додавання ароматизаторів і має смак і запах тютюну. Існують сорти снуса з ароматизаторами, такими як: евкаліпт, ментол, лакриця, віскі, м'ята, диня, малина, лаванда, бергамот. Найчастіше в інтернет-магазинах України можна знайти ароматизований порційний снус.[джерело?]

## Вплив на здоров'я
Хоч снюс позиціонується як відносно безпечна заміна цигаркам, хоча й не є альтернативою повній відмові від тютюну. Деякі дослідження показують, що снюс у 10-100 разів менш шкідливий, ніж сигарети. Передбачається, що снюс може бути ефективно використаний у стратегії зниження шкоди від куріння. Однак ці ініціативи зустрічають опір у активістів боротьби з курінням, які стверджують, що нікотин небезпечний сам по собі. Деякі вчені вважають, що ці заяви безвідповідальні.
Снюс викликає непухлинні ураження слизової оболонки ротової порожнини практично в 100 % випадків. Тканини, однак, повертаються до норми після припинення прийому снюсу. Можливий розвиток захворювань ясен, найчастіше — рецесія ясен (тобто зміщення рівня ясен з оголенням кореня зуба). Також продемонстровано ймовірну роль снюсу в утворенні карієсу. Вважають, що снюс, як і куріння, негативно позначається на перебігу вагітності.
Водночас зараз немає переконливих доказів зв'язку між вживанням снюсу і розвитком пухлин ротової порожнини, легенів, шлунково-кишкового тракту, нирок, передміхурової залози та легенів. В окремих дослідженнях простежується підвищення ризику раку підшлункової залози:: до 8,8 на 100 000 осіб проти 3,3 на 100 000 серед тих, хто не споживає тютюн. Однак в інших випадках такого зв'язку не знаходять.
Кілька досліджень пов'язують снюс і дещо вищу ймовірність хвороб серцево-судинної системи, головним чином ішемічної хвороби серця та артеріальної гіпертензії, однак ці дані не знаходять підтвердження в інших дослідженнях. Також немає даних про те, що вживання снюсу сприяє інсультам та ураженню периферичних відділів кровоносної системи. Біохімічні дані не підтверджують участь снюсу в розвитку атеросклерозу.
Не існує доказів, що снюс підвищує ймовірність розвитку хронічних хвороб органів дихання, так характерних для курців. Дані про підвищення ризику розвитку цукрового діабету 2-го типу суперечливі, такий зв'язок простежується в одних роботах, але відкидається іншими.
Дослідження, в якому аналізувалися ранні маркери захворювань серцево-судинної системи на прикладі групи з 1600 здорових норвежців, показало, що ендотеліальна функція судин знижена у споживачів снюсу, особливо тих, хто веде неактивний спосіб життя. За вивченим показником, який може провіщати розвиток захворювань серцево-судинної системи за роки до їхнього прояву, споживачі снюсу опинилися на тому ж рівні, що й курці.
Дослідники звертають увагу, що багато наукових робіт, присвячених снюсу, не беруть до уваги супутніх чинників, як-от вживання алкоголю, рівень освіти, рівень життя, професійні шкідливості тощо. Це може позначатися на правильності висновків як на користь снюсу, так і в протилежний бік. У будь-якому разі всі дослідники цього питання сходяться на тому, що ризик від вживання снюсу суттєво менший за ризик від куріння. Більшість популяційних досліджень розглядають наслідки вживання снюсу протягом десятків років, при цьому відомо, що за останні роки вміст шкідливих речовин у снюсі зменшений.
Водночас робити остаточний висновок про ступінь небезпеки снюсу не можна, дослідники звертають увагу лише на те, що на теперішній момент є мало даних, які свідчать про те, що снюс викликає небезпечні для життя захворювання.

## Снюс у боротьбі з курінням
У Швеції за останні чверть століття кількість курців значно знизилася. Вона залишається найнижчим у Європі. Фактично, Швеція — єдина європейська країна, яка домоглася декларованої ВООЗ мети зниження кількості курців нижче 20 % населення до 2000 року.
Так, якщо 1976 року щодня курили 40 відсотків чоловічого населення, то 2002-го — 15 %. Для жінок цей показник знизився з 34 до 20 відсотків. При цьому снюс сьогодні використовують 24 % чоловіків і 3 % жінок. У деяких районах, де снюс більш популярний (на півночі Швеції) до 6 % жінок вживають снюс. Є дані, що тенденція заміщення сигарет снюсом зберігається.
Багато вчених упевнені, що зниження популярності сигарет відбулося саме завдяки популяризації снюсу. Одночасно зареєстровано зниження частоти раку легенів та інфаркту міокарда серед чоловіків. Темп зниження частоти цих захворювань випереджає характерний для інших розвинених країн, де куріння продовжує залишатися основним способом отримання нікотину.
Дослідження також показали, що ймовірність того, що той, хто вживає снюс, у майбутньому палитиме, дорівнює 20 %, тоді як для людини, яка не вживала тютюн, шанс становить 43 %.

## Легальний статус
Населення ЄС (за винятком Швеції) не може вільно купувати снюс, оскільки його продаж заборонено європейськими законами. Ці закони було ухвалено 1993 року після розгляду публікації експертів ВОЗ від 1985 року про потенційну шкоду снюсу для здоров'я та незважаючи на думку фахівців про непереконливість висновків. Швеція спеціально обумовлювала легалізацію снюсу в країні як умови перебування в ЄС, її представники також неодноразово виступали з пропозиціями щодо скасування закону, але їх не було почуто. Тим часом, інші варіанти бездимного тютюну можуть вільно продаватися в ЄС, незважаючи на те, що їх визнано значно шкідливішими для здоров'я.
Незважаючи на заборону на продаж снюсу, в деяких країнах він залишається популярним. Так, у Фінляндії 5 % чоловіків вживають снюс, ввозячи його самостійно із суміжних держав.
Аналогічна ситуація склалася в Австралії, де продаж снюсу заборонений, але лунають голоси вчених, які вважають, що снюс може знизити відсоток курців і сприяти поліпшенню здоров'я населення.